# Dichochrysa chlorella
Dichochrysa chlorella är en insektsart som först beskrevs av Navás 1914.  Dichochrysa chlorella ingår i släktet Dichochrysa och familjen guldögonsländor. Inga underarter finns listade i Catalogue of Life.